# 서정초등학교 (충남)
서정초등학교는 대한민국 충청남도 당진시 신평면 거산리에 있는 공립 초등학교이다.

## 학교 연혁
- 1969년 11월 3일 신평국민학교 서정분교장
- 1970년 3월 15일 서정국민학교로 승격 인가
- 1994년 3월 2일 병설유치원 설립인가
- 1996년 3월 2일 서정초등학교로 개칭
- 2008년 5월 16일 계획단계 학교교육과정 최우수교 표창(교육감)
- 2009년 11월 4일 군 지정 예절 시범학교 운영 보고회
- 2009년 12월 18일 경로효진 중심 인성교육 우수교 표창(교육감)
- 2009년 12월 22일 급식교육 최우수교 표창(교육장)
- 2016년 3월 1일 30학급 편성(특수학급 1학급 포함),유치원 2학급 편성
- 2017년 2월 9일 제46회 117명 졸업(졸업생 총수 3,439명)
- 2017년 3월 1일 33학급 편성(특수학급 1학급 포함),유치원 2학급 편성
- 2018년 2월 8일 제47회 104명 졸업(졸업생 총 3,543명)
- 2018년 3월 1일 35학급 편성(특수학급 1학급), 유치원 2학급 편성

## 참고 자료
- 서정초등학교 - 한국교육학술정보원 학교알리미